# Liga ACB 2004-05
La temporada 2004-05 de la Liga ACB fue la 22.ª edición de la competición, y enfrentó a 18 equipos en la liga regular, y después a los 8 mejores en el play off, que ganó el Real Madrid, que ganó en la final al TAU Cerámica, campeón de la liga regular.

## Liga regular

### Clasificación final
| Pos | Equipo                  | J  | G  | P  | PF   | PC   |
| --- | ----------------------- | -- | -- | -- | ---- | ---- |
| 1   | TAU Cerámica            | 34 | 28 | 6  | 3106 | 2692 |
| 2   | Real Madrid CF          | 34 | 26 | 8  | 2720 | 2457 |
| 3   | Winterthur FC Barcelona | 34 | 24 | 10 | 2723 | 2579 |
| 4   | Unicaja Málaga          | 34 | 23 | 11 | 2775 | 2531 |
| 5   | Etosa Alicante          | 34 | 23 | 11 | 2813 | 2629 |
| 6   | Adecco Estudiantes      | 34 | 21 | 13 | 2915 | 2773 |
| 7   | DKV Joventut            | 34 | 20 | 14 | 2840 | 2719 |
| 8   | CB Gran Canaria         | 34 | 19 | 15 | 2539 | 2446 |
| 9   | Pamesa Valencia         | 34 | 18 | 16 | 2950 | 2893 |
| 10  | Caja San Fernando       | 34 | 14 | 20 | 2786 | 2841 |
| 11  | Leche Río Breogán       | 34 | 13 | 21 | 2814 | 2889 |
| 12  | Fórum Valladolid CB     | 34 | 13 | 21 | 2677 | 2868 |
| 13  | Ricoh Manresa           | 34 | 12 | 22 | 2649 | 2783 |
| 14  | Lagun Aro Bilbao        | 34 | 12 | 22 | 2634 | 2801 |
| 15  | CB Granada              | 34 | 12 | 22 | 2632 | 2881 |
| 16  | Casademont Girona       | 34 | 11 | 23 | 2786 | 2996 |
| 17  | Unelco Tenerife         | 34 | 9  | 25 | 2447 | 2763 |
| 18  | Plus Pujol Lleida       | 34 | 8  | 26 | 2667 | 2932 |

|  | Campeón, Euroliga                        |
|  | Clasificados para la Euroliga            |
|  | Clasificados para la Copa ULEB           |
|  | Clasificados para la Eurocopa de la FIBA |
|  | Descienden a Liga LEB                    |

J = Partidos Jugados; G = Partidos Ganados; P = Partidos perdidos; PF = Puntos a favor; PC = Puntos en contra

## Play Off por el título
|  | Cuartos de final          | Cuartos de final |                      |                  | Semifinales | Semifinales |  |                | Final | Final |  |
|  |                           |                  |                      |                  |             |             |  |                |       |       |  |
|  |                           |                  |                      |                  |             |             |  |                |       |       |  |
|  | 1 TAU Cerámica            | 3                |                      |                  |             |             |  |                |       |       |  |
|  | 1 TAU Cerámica            | 3                |                      |                  |             |             |  |                |       |       |  |
|  | 8 CB Gran Canaria         | 0                |                      |                  |             |             |  |                |       |       |  |
|  | 8 CB Gran Canaria         | 0                |                      | 1 TAU Cerámica   | 3           |             |  |                |       |       |  |
|  |                           |                  |                      | 1 TAU Cerámica   | 3           |             |  |                |       |       |  |
|  |                           |                  | 4 Unicaja Málaga     | 1                |             |             |  |                |       |       |  |
|  | 4 Unicaja Málaga          | 3                | 4 Unicaja Málaga     | 1                |             |             |  |                |       |       |  |
|  | 4 Unicaja Málaga          | 3                |                      |                  |             |             |  |                |       |       |  |
|  | 5 Etosa Alicante          | 2                |                      |                  |             |             |  |                |       |       |  |
|  | 5 Etosa Alicante          | 2                |                      |                  |             |             |  | 1 TAU Cerámica | 2     |       |  |
|  |                           |                  |                      |                  |             |             |  | 1 TAU Cerámica | 2     |       |  |
|  |                           |                  | 2 Real Madrid CF     | 3                |             |             |  |                |       |       |  |
|  | 3 Winterthur FC Barcelona | 1                | 2 Real Madrid CF     | 3                |             |             |  |                |       |       |  |
|  | 3 Winterthur FC Barcelona | 1                |                      |                  |             |             |  |                |       |       |  |
|  | 6 Adecco Estudiantes      | 3                |                      |                  |             |             |  |                |       |       |  |
|  | 6 Adecco Estudiantes      | 3                |                      | 2 Real Madrid CF | 3           |             |  |                |       |       |  |
|  |                           |                  |                      | 2 Real Madrid CF | 3           |             |  |                |       |       |  |
|  |                           |                  | 6 Adecco Estudiantes | 1                |             |             |  |                |       |       |  |
|  | 2 Real Madrid CF          | 3                | 6 Adecco Estudiantes | 1                |             |             |  |                |       |       |  |
|  | 2 Real Madrid CF          | 3                |                      |                  |             |             |  |                |       |       |  |
|  | 7 DKV Joventut            | 1                |                      |                  |             |             |  |                |       |       |  |
|  | 7 DKV Joventut            | 1                |                      |                  |             |             |  |                |       |       |  |
|  |                           |                  |                      |                  |             |             |  |                |       |       |  |

| Campeón de la Liga ACB 2004-05        |
| ------------------------------------- |
| Real Madrid CF Vigésimo noveno título |

Los últimos minutos de la final se pueden ver en http://www.youtube.com/watch?v=AwM2esQLzLA&feature=player_embedded]

## Nominaciones

### Quinteto ideal de la temporada
| Posición  | Jugador              | Equipo             |
| --------- | -------------------- | ------------------ |
| Base      | José Manuel Calderón | TAU Cerámica       |
| Escolta   | Charlie Bell         | Leche Río Breogán  |
| Alero     | Carlos Jiménez       | Adecco Estudiantes |
| Ala-pívot | Jorge Garbajosa      | Unicaja Málaga     |
| Pívot     | Luis Scola           | TAU Cerámica       |

|  | MVP de la temporada |

### MVPde la final
| Posición | Jugador       | Equipo         |
| -------- | ------------- | -------------- |
| Escolta  | Louis Bullock | Real Madrid CF |

### Jugador revelación de la temporada
| Posición | Jugador          | Equipo             |
| -------- | ---------------- | ------------------ |
| Base     | Sergio Rodríguez | Adecco Estudiantes |

### Jugador de la jornada
| Jornada | Jugador             | Equipo              | Valoración |
| ------- | ------------------- | ------------------- | ---------- |
| 1       | Demetrius Alexander | Fórum Valladolid CB | 37         |
| 2-3     | Lou Roe             | Caja San Fernando   | 33         |
| 4       | Luis Scola          | TAU Cerámica        | 34         |
| 5       | Kevin Thompson      | Casademont Girona   | 39         |
| 6-7     | Igor Rakočević      | Pamesa Valencia     | 29         |
| 6-7     | Lou Roe             | Caja San Fernando   | 29         |
| 8       | Robert Conley       | Casademont Girona   | 39         |
| 9       | Larry Lewis         | Etosa Alicante      | 33         |
| 10      | César Sanmartín     | Lagun Aro Bilbao    | 34         |
| 11      | Fabricio Oberto     | Pamesa Valencia     | 34         |
| 12      | Germán Gabriel      | Lagun Aro Bilbao    | 40         |
| 13      | Igor Rakočević      | Pamesa Valencia     | 39         |
| 14      | Louis Bullock       | Real Madrid CF      | 39         |
| 15      | J.R. Bremer         | Unicaja Málaga      | 43         |
| 16      | Igor Rakočević      | Pamesa Valencia     | 38         |
| 17      | Charlie Bell        | Leche Río Breogán   | 39         |
| 18      | Luis Scola          | TAU Cerámica        | 37         |
| 19      | Carlos Jiménez      | Adecco Estudiantes  | 30         |
| 19      | Fran Vázquez        | Unicaja Málaga      | 30         |
| 20      | Jorge Garbajosa     | Unicaja Málaga      | 33         |
| 20      | Lou Roe             | Caja San Fernando   | 33         |
| 21      | Charlie Bell        | Leche Río Breogán   | 42         |
| 22      | Luis Scola          | TAU Cerámica        | 48         |
| 23      | Demetrius Alexander | Fórum Valladolid CB | 39         |
| 24      | Danya Abrams        | CB Granada          | 36         |
| 25      | Iñaki De Miguel     | Etosa Alicante      | 39         |
| 25      | Bernard Hopkins     | Unelco Tenerife     | 39         |
| 26      | Charlie Bell        | Leche Río Breogán   | 43         |
| 27      | Richard Scott       | Lagun Aro Bilbao    | 32         |
| 28      | Igor Rakočević      | Pamesa Valencia     | 42         |
| 29      | Fran Vázquez        | Unicaja Málaga      | 38         |
| 29      | Luis Scola          | TAU Cerámica        | 38         |
| 30-31   | Lou Roe             | Caja San Fernando   | 39,5       |
| 32      | Bernard Hopkins     | Unelco Tenerife     | 39         |
| 33-34   | Fabricio Oberto     | Pamesa Valencia     | 33,5       |

### Jugador del mes
| Mes       | Jornadas | Jugador             | Equipo              | Valoración |
| --------- | -------- | ------------------- | ------------------- | ---------- |
| Octubre   | 1-7      | Lou Roe             | Caja San Fernando   | 28,4       |
| Noviembre | 8-11     | Germán Gabriel      | Lagun Aro Bilbao    | 29,8       |
| Diciembre | 12-15    | Demetrius Alexander | Fórum Valladolid CB | 28,8       |
| Enero     | 16-19    | Charlie Bell        | Leche Río Breogán   | 30,8       |
| Febrero   | 20-22    | Charlie Bell        | Leche Río Breogán   | 31,7       |
| Febrero   | 20-22    | Luis Scola          | TAU Cerámica        | 31,7       |
| Marzo     | 23-26    | Charlie Bell        | Leche Río Breogán   | 33,8       |
| Abril     | 27-32    | Lou Roe             | Caja San Fernando   | 31         |
| Mayo      | 33-34    | Fabricio Oberto     | Pamesa Valencia     | 33,5       |

## Estadísticas

### Estadísticas individuales de liga regular
| Categoría                  | Jugador             | Equipo              | Media  | Partidos | Total   |
| -------------------------- | ------------------- | ------------------- | ------ | -------- | ------- |
| Valoración                 | Lou Roe             | Caja San Fernando   | 24,8   | 34       | 843     |
| Puntos por partido         | Charlie Bell        | Leche Río Breogán   | 27     | 28       | 756     |
| Rebotes por partido        | Kevin Thompson      | Casademont Girona   | 9,15   | 34       | 311     |
| Asistencias por partido    | Iván Corrales       | Fórum Valladolid CB | 5,38   | 34       | 183     |
| Tapones por partido        | Venson Hamilton     | DKV Joventut        | 2,12   | 33       | 70      |
| Recuperaciones por partido | Bruno Lábaque       | Unelco Tenerife     | 2      | 34       | 68      |
| Porcentaje de tiros libres | Juan Alberto Espil  | Ricoh Manresa       | 97,33% | 34       | 73/75   |
| Porcentaje de tiros de 2   | Fabricio Oberto     | Pamesa Valencia     | 65,41% | 30       | 191/292 |
| Porcentaje de Tiros de 3   | Óscar Yebra         | Pamesa Valencia     | 48,46% | 30       | 63/130  |
| Pérdidas                   | Demetrius Alexander | Fórum Valladolid CB | 3,62   | 34       | 123     |